# Ереванский цирк
Ереванский цирк (арм. Երևանի կրկես) был основан в 1930-х годах. Его здание было полностью реконструировано в 1962 году и снесено в июле 2012 года. Новое здание цирка планировалось открыть осенью 2018 года, потом сроки открытия были перенесены на конец 2020 года, а в связи с эпидемией коронавируса — на 2021 год. На 2025 год цирк все еще не открыт. 

## История
Первое деревянное здание Ереванского цирка было построено в 1930-х годах. В 1939 году по проекту Николая Буниатяна было построено новое здание, рассчитанное на 800 зрителей. Это здание было полностью реконструировано в 1962 году по проекту Вагаршака Белубекяна под руководством Карлена Варданяна. Высота четырёхэтажного здания составляла 18 метров, зрительный зал был рассчитан на 1,5 тысячи человек. На сцене Ереванского цирка выступали Карандаш, Леонид Енгибаров, Игорь Кио, Степан Исаакян. До начала XXI века здание не ремонтировалось.
Ереванский цирк был приватизирован в августе 2005 года за 150 млн драм и перешёл в собственность коллектива под руководством Соса Петросяна. В 2011 году в московский армянский бизнесмен Самвел Карапетян сообщил, что его группа компаний «Ташир» инвестирует $10 млн на реконструкцию Ереванского цирка.
Ремонтные работы были начаты в августе 2011 года группой компаний «Ташир». Позже было принято решение снести здание и построить новое, поскольку что старое здание не подлежало реконструкции. Купол цирка был снесён 21 июля 2012 года. Несколько месяцев спустя, 8 сентября 2012 года, здание было полностью снесено. Процессом сноса руководило МЧС Армении.
Цирковые животные были временно перемещены в Ереванский зоопарк.
Новое здание имеет 8 этажей, включая 2 подземных, где разместится автомобильная парковка. На последних этажах устроены гостиничные номера для приезжающих в Ереван на гастроли цирковых трупп. Высота нового здания составляет 24-25 м, зрительный зал вмещает 2350 человек. Цирк имеет 3 сменных манежа. Автор проекта нового здания Ереванского цирка — московский архитектор Ваагн Вермишян.

## В культуре
Многие сцены вышедшего в 1963 году фильма «Путь на арену» режиссёра Генрика Маляна были сняты в Ереванском цирке с участием знаменитого клоуна Леонида Енгибарова.

## Галерея

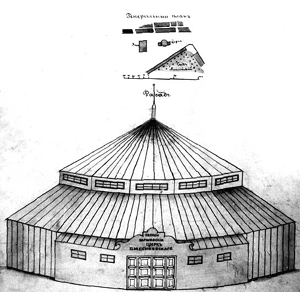
Первое деревянное здание
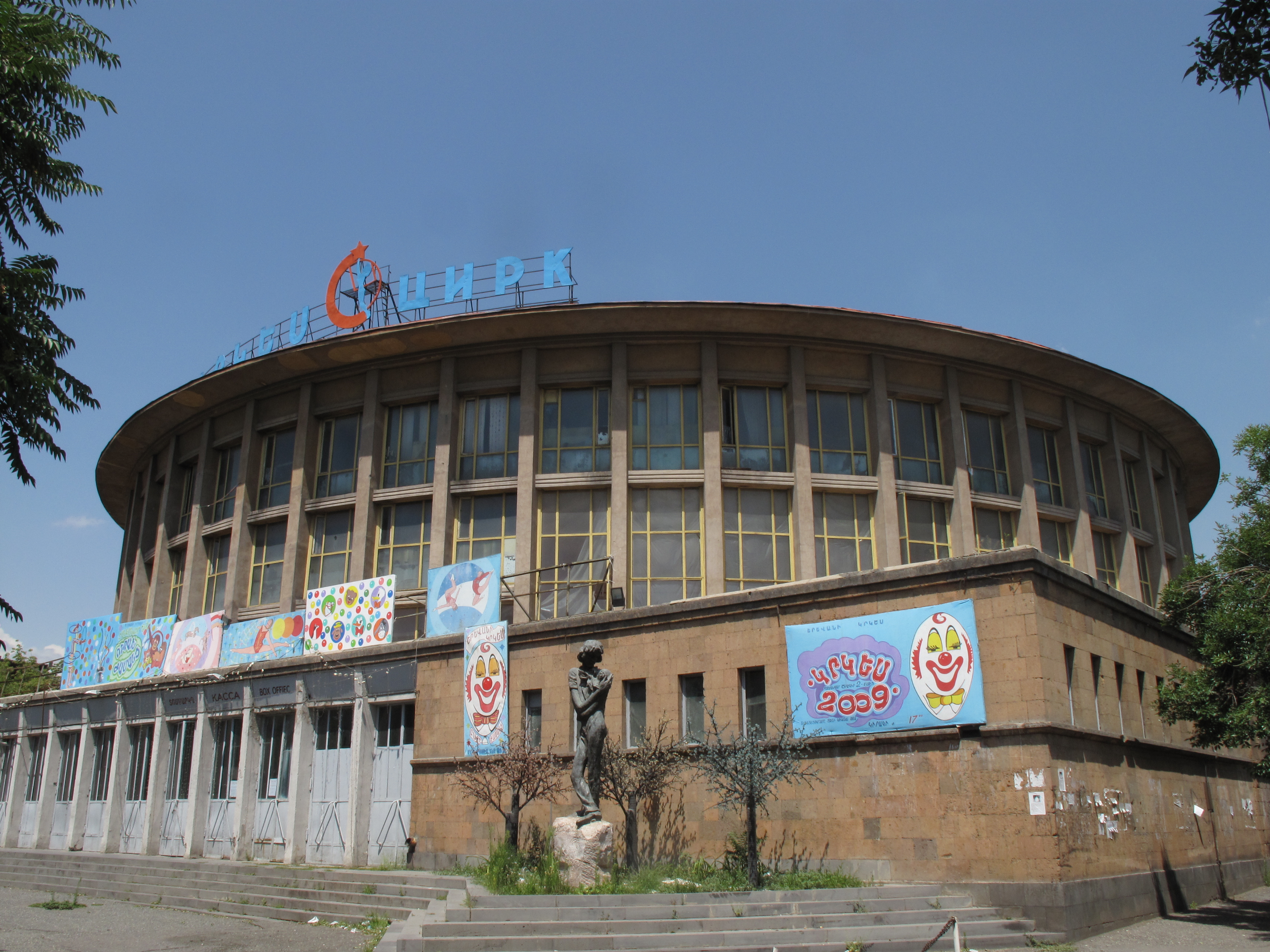
Старое здание незадолго до сноса
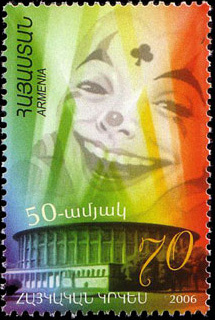
Марка 2007 года к 50-летию армянского цирка